# Calamia flava
Calamia flava är en fjärilsart som beskrevs av Wohlfahrt 1925. Calamia flava ingår i släktet Calamia och familjen nattflyn. Inga underarter finns listade i Catalogue of Life.